# Boiotien
Boiotien eller Bøotien (græsk Βοιωτία, Boiōtia, nygræsk Vjotía) er en regional enhed i periferien Centralgrækenland nord for Athen.
Landskabet er bjergrigt mod syd og forholdsvis kuperet mod nord; i midten er der fladland. Den vigtigste by er Theben (Thiva). Andre byer, der havde en vis betydning i oldtiden, er Orchomenos, Thespiai og Plataiai.
Mytologien afspejler Thebens væsentlige rolle i mykensk tid (således er det her, Kong Ødipus regerede). I klassisk tid dannede de boiotiske byer et forbund under Thebens ledelse. Under den anden perserkrig (480 f.Kr.) valgte de side for Persien og under den peloponnesiske krig (431-404 f.Kr. for Sparta (eftersom Theben traditionelt havde rivaliseret med Athen). I det 4. århundrede f.Kr. var Theben en tid lang den førende stat, men Alexander den Store ødelagde byen i 335 f.Kr. efter et mislykket oprørsforsøg.
Berømte boiotere er digterne Korinna og Pindar og hærføreren Epameinondas.